# Vapor Antonio Varas
El Antonio Varas, fue un vapor chileno que en 1856 pertenecía a Cousiño, Galard y Cía. Al estallar la Revolución de 1859 fue arrendado por la Armada de Chile.

## Guerra hispano-sudamericana
Durante la guerra hispano-sudamericana, sirvió de transporte a la citada Armada. Donde se le acondicionó para el transporte de mil hombres de tropa.
Participó en el combate naval de Abtao, aunque, a veces, es nombrado el vapor Maipú en su lugar. Sobre esta cuestión, documentos de la Armada de Chile y testimonios de protagonistas chilenos sitúan al Maipú en misión por el estrecho de Magallanes en el momento del combate. Además protagonistas españoles señalan ser sabedores de que el Maipú había pasado hacia el Sur (de Chiloé)